# Chaux de Culand
Chaux de Culand är en bergstopp i Schweiz. Den ligger i distriktet Gruyère och kantonen Fribourg, i den sydvästra delen av landet, 60 km sydväst om huvudstaden Bern. Toppen på Chaux de Culand är 1 891 meter över havet.